# Littlemill
Littlemill Distillery war eine Destillerie für Whisky in Bowling, West Dunbartonshire, Schottland. Einzelne erhaltene Gebäude der Brennerei sind in den schottischen Denkmallisten in die Kategorie B einsortiert.

## Geschichte
Die Destillerie wurde auf dem Gelände einer alten Brauerei aus dem 14. Jahrhundert zwischen Glasgow und Dumbarton errichtet. Littlemill selbst wurde 1772 gegründet und ist damit wohl die älteste Brennerei Schottlands. Die ersten Besitzurkunden stammen aus dem Jahr 1817. Die Destillerie wurde von Hector Henderson, welcher 1846 Caol Ila gründete, mitaufgebaut. Eine Rundum-Erneuerung fand 1875 unter William Hay statt. Danach gab es rund fünfzehn Eigentümerwechsel. 1988 landete Littlemill schließlich bei Gibson International, die die Brennerei 1992 stilllegten. Als diese 1994 in Konkurs gingen, kam die Destillerie zusammen mit Glen Scotia zu Glen Catrine Bonded Warehouse, allerdings wurde die Produktion nicht wieder aufgenommen. 1996 wurde die Anlage in Teilen demontiert. Die Lizenz liegt bei der Littlemill Distillery Co. Am 4. September 2004 wurden große Teile der Brennerei unwiederbringlich durch ein Feuer zerstört. Die Überreste fielen im Mai 2006 in sich zusammen.

## Produktion
Das Wasser der zur Region Lowlands gehörenden Brennerei stammte aus dem Auchentorlie Burn in den Kilpatrick Hills, die schon zu den Highlands gehören. Die Anlage bestand aus einem fünf Tonnen fassenden Maischbottich, einem Gärbottich und einer wash still von jeweils 25.000 Litern. Die spirit still fasste 18.000 Liter. Beide Brennblasen wurden mit Dampf befeuert. Die Jahresproduktion lag bei 800.000 Litern. Zwischen 1875 und 1930 wurde dreifach destilliert.

## Produkte
Neben Littlemill wurde zeitweilig auch Dunglass und der torfige Dumbuck hier hergestellt. Diese Abfüllungen sind sehr gesuchte Sammlerstücke.

### Littlemill 8 Jahre 40% (Lange Flasche)
- Farbe: Bernstein-Gelb.
- Duft: Eine angenehm frische Nase von Zitrusfrüchten (Orange) und Gras.
- Geschmack: Ein der olfaktorischen Ankündigung entsprechender Geschmack von Zitrusfrüchten, etwas Gras mit einer angenehm-leichten Süße – eine Spur malzig, einen Hauch nussig.
- Abgang: Länger und weiterhin mit Zitrusreminiszenzen.